# Ophiomora
Ophiomora is een geslacht van slangsterren uit de familie Ophiomyxidae.

## Soorten
- Ophiomora elegans Koehler, 1907